# Ломовка (Саратовская область)
Ломовка — деревня в Аткарском районе Саратовской области России. Входит в состав Барановского муниципального образования.

## География
Деревня находится на северо-востоке центральной части района, в пределах Приволжской возвышенности, в степной зоне, к востоку от реки Медведицы, на расстоянии примерно 5 километров (по прямой) к востоку-северо-востоку (ENE) от города Аткарск. Абсолютная высота — 163 метра над уровнем моря.

Климат
Климат характеризуется как умеренно континентальный с холодной малоснежной зимой и жарким сухим летом. Средняя многолетняя температура самого холодного месяца (января) составляет −12,3°С, температура самого тёплого (июля) 21,1°С. Среднегодовое количество атмосферных осадков — 400 мм.
Часовой пояс
Деревня Ломовка, как и вся Саратовская область, находится в часовой зоне МСК+1. Смещение применяемого времени относительно UTC составляет +4:00.

## Население
| 2010 |
| ---- |
| 77   |

Гендерный состав
По данным Всероссийской переписи населения 2010 года в гендерной структуре населения мужчины составляли 46,8 %, женщины — соответственно 53,2 %.
Национальный состав
Согласно результатам переписи 2002 года, в национальной структуре населения русские составляли 98 % из 86 чел.

## Улицы
Уличная сеть деревни состоит из одной улицы (ул. Центральная).